# جرن ذرود (الرضمة)

تعديل مصدري - تعديل

(جرن ذرود) محلة تابعة لقرية دار سودان، التابعة لعزلة سودان بمديرية الرضمة إحدى مديريات محافظة إب في الجمهورية اليمنية.، بلغ تعداد سكانها 122 حسب تعداد اليمن لعام 2004.